# Stazione meteorologica di Domodossola
La stazione meteorologica di Domodossola è la stazione meteorologica di riferimento relativa alla località di Domodossola.
È controllata direttamente dalla Società Meteorologica Italiana.

## Coordinate geografiche
La stazione meteorologica si trova nell'Italia nord-occidentale, in Piemonte, nella provincia del Verbano-Cusio-Ossola, nel comune di Domodossola, a 277 metri s.l.m. e alle coordinate geografiche 46°07′N 8°17′E.

## Dati climatologici
In base alla media trentennale di riferimento 1961-1990, la temperatura media del mese più freddo, gennaio, si attesta a +0,8 °C; quella del mese più caldo, luglio, è di +22,1 °C.
Le precipitazioni medie annue sfiorano i 1.500 mm, mediamente distribuite in 97 giorni, con un minimo relativo in inverno.
| Domodossola                        | Mesi | Mesi | Mesi | Mesi | Mesi | Mesi | Mesi | Mesi | Mesi | Mesi | Mesi | Mesi | Stagioni | Stagioni | Stagioni | Stagioni | Anno  |
| Domodossola                        | Gen  | Feb  | Mar  | Apr  | Mag  | Giu  | Lug  | Ago  | Set  | Ott  | Nov  | Dic  | Inv      | Pri      | Est      | Aut      | Anno  |
| ---------------------------------- | ---- | ---- | ---- | ---- | ---- | ---- | ---- | ---- | ---- | ---- | ---- | ---- | -------- | -------- | -------- | -------- | ----- |
| T. max. media (°C)                 | 5,4  | 8,1  | 12,8 | 17,3 | 22,0 | 25,3 | 27,9 | 26,2 | 22,4 | 16,1 | 10,0 | 6,4  | 6,6      | 17,4     | 26,5     | 16,2     | 16,7  |
| T. min. media (°C)                 | −2,7 | −1,4 | 2,9  | 7,0  | 10,9 | 14,6 | 16,4 | 15,5 | 12,8 | 7,5  | 2,5  | −1,1 | −1,7     | 6,9      | 15,5     | 7,6      | 7,1   |
| Precipitazioni (mm)                | 39   | 52   | 109  | 133  | 108  | 170  | 97   | 153  | 118  | 233  | 127  | 140  | 231      | 350      | 420      | 478      | 1 479 |
| Giorni di pioggia                  | 5    | 5    | 7    | 8    | 9    | 12   | 8    | 10   | 7    | 9    | 9    | 8    | 18       | 24       | 30       | 25       | 97    |
| Eliofania assoluta (ore al giorno) | 2,9  | 3,3  | 3,9  | 5,1  | 5,2  | 5,2  | 6,9  | 6,0  | 4,3  | 3,6  | 2,4  | 2,2  | 2,8      | 4,7      | 6,0      | 3,4      | 4,3   |